# The Tower (Dubaï)
Pour les articles homonymes, voir The Tower.
The Tower est un gratte-ciel de Dubaï terminé en 2002 et mesurant 243 m pour 54 étages.
Ce gratte-ciel situé sur la Sheikh Zayed Road se distingue notamment par son toit en forme de pyramide.